# Бирн, Александра
Александра Бирн (англ. Alexandra Byrne, род. 1962) — американская художница по костюмам, лауреат премий «Оскар» и BAFTA.

## Биография
Александра Бирн родилась в 1962 году. Она начала работать художником по костюмам, сначала на Бродвее и в 1990 году была номинирована на премию «Тони» за Лучший дизайн костюмов за «Некоторые американцы за рубежом». В 1993 году она работала художником по костюмам для телесериала «Будда из пригорода» по роману Ханифа Курейши и был впервые номинирована на премию BAFTA.
В 1996 году фильм «Гамлет», для которого она разрабатывала костюмы, был номинирован на премию «Оскар» за лучший дизайн костюмов и на премию BAFTA за лучший дизайн костюмов.
В 1998 фильм «Елизавета», для которого она разрабатывала костюмы, был номинирован на премию «Оскар» за лучший дизайн костюмов и на премию BAFTA за лучший дизайн костюмов. Он также выиграл премию «Спутник» за лучший дизайн костюмов.
В 2004 году фильм «Призрак Оперы», для которого она разрабатывала костюмы, был номинирован на премии «Спутник» за лучший дизайн костюмов и «Сатурн» за Лучшие костюмы. Фильм «Волшебная страна», для которого она разрабатывала костюмы, был номинирован на премию «Оскар» за лучший дизайн костюмов и на премию BAFTA за лучший дизайн костюмов.
В 2007 году фильм «Золотой век» наконец принёс ей «Оскара», она также была номинирована на премию BAFTA и выиграла премию «Спутник» за лучший дизайн костюмов.
В 2012 году она получила премию «Сатурн» за Лучшие костюмы за фильм «Тор».
Она замужем за британским актёром Саймоном Шепердом и у них есть четверо детей.

## Фильмография
| Фильмы | Фильмы                          | Фильмы                       | Фильмы |
| Год    | На русском языке                | На языке оригинала           | Награды и номинации |
| ------ | ------------------------------- | ---------------------------- | --- |
| 1993   | Будда из пригорода              | The Buddha of Suburbia       | |
| 1995   | Доводы рассудка                 | Persuasion                   | |
| 1996   | Гамлет                          | Hamlet                       | Номинация на премию «Оскар» за лучший дизайн костюмов Номинация на премию BAFTA за лучший дизайн костюмов                                            |
| 1998   | Елизавета                       | Elizabeth                    | Премия «Спутник» за лучший дизайн костюмов Номинация на премию «Оскар» за лучший дизайн костюмов Номинация на премию BAFTA за лучший дизайн костюмов |
| 2001   | Выбор капитана Корелли          | Captain Corelli’s Mandolin   | |
| 2004   | Волшебная страна                | Finding Neverland            | Номинация на премию «Оскар» за лучший дизайн костюмов Номинация на премию BAFTA за лучший дизайн костюмов                                            |
| 2004   | Призрак Оперы                   | The Phantom of the Opera     | Номинация на премию «Спутник» за лучший дизайн костюмов Номинация на премию «Сатурн» за лучшие костюмы                                               |
| 2007   | Сыщик                           | Sleuth                       | |
| 2007   | Золотой век                     | Elizabeth: The Golden Age    | Премия «Оскар» за лучший дизайн костюмов Премия «Спутник» за лучший дизайн костюмов Номинация на премию BAFTA за лучший дизайн костюмов              |
| 2008   | Эдемский сад                    | The Garden of Eden           | |
| 2011   | Тор                             | Thor                         | Премия «Сатурн» за лучший дизайн костюмов |
| 2012   | Мстители                        | The Avengers                 | |
| 2014   | 300 спартанцев: Расцвет империи | 300: Rise of an Empire       | |
| 2014   | Стражи Галактики                | Guardians of the Galaxy      | |
| 2015   | Мстители: Эра Альтрона          | Avengers: Age of Ultron      | |
| 2016   | Доктор Стрэндж                  | Doctor Strange               | |
| 2017   | Убийство в Восточном экспрессе  | Murder on the Orient Express | |
| 2018   | Маугли                          | Mowgli: Legend of the Jungle | |
| 2018   | Две королевы                    | Mary Queen of Scots          | Номинация на премию «Оскар» за лучший дизайн костюмов                                                                                                |
| 2019   | Аэронавты                       | The Aeronauts                | |
| 2020   | Эмма.                           | Emma.                        | |

## Награды и номинации

### Номинации
- «Оскар»
  - 1996 — Лучший дизайн костюмов за фильм «Гамлет»
  - 1998 — Лучший дизайн костюмов за фильм «Елизавета»
  - 2004 — Лучший дизайн костюмов за фильм «Волшебная страна»
  - 2004 — Лучший дизайн костюмов за фильм «Две королевы»

- BAFTA
  - 1996 — Лучший дизайн костюмов за фильм «Гамлет»
  - 1998 — Лучший дизайн костюмов за фильм «Елизавета»
  - 2004 — Лучший дизайн костюмов за фильм «Волшебная страна»
  - 2007 — Лучший дизайн костюмов за фильм «Золотой век»
- «Тони»
  - 1990 — Лучший дизайн костюмов за «Некоторые американцы за рубежом»
- Премия «Спутник»
  - 2004 — Лучший дизайн костюмов за фильм «Призрак Оперы»
- «Сатурн»
  - 2004 — Лучшие костюмы за фильм «Призрак Оперы»

### Награды
- «Оскар»
  - 2007 — Лучший дизайн костюмов за фильм «Золотой век»
- Премия «Спутник»
  - 1998 — Лучший дизайн костюмов за фильм «Елизавета»
  - 2007 — Лучший дизайн костюмов за фильм «Золотой век»

- «Сатурн»
  - 2012 — Лучший дизайн костюмов за фильм «Тор»
  - 2016 — Лучший дизайн костюмов за фильм «Мстители: Эра Альтрона»